# Текст Геркулеса
Текст Геркулеса (англ. «The Hercules Text») — дебютний науково-фантастичний роман американського письменника Джека Макдевіта 1986 року. У ньому розповідається про повідомлення про розумне позаземне походження, отримане вченими SETI. «Текст Геркулеса» був номінований на Меморіальну премію імені Філіпа К. Діка у 1986 році.

## Стислий зміст сюжету
Історія наголошує на різних реакціях персонажів на подію відповідно до їхнього наукового досвіду. Приклади включають міркування священика про наслідки для релігії, теоретизування психолога про психіку інопланетян, розгляд вченими наслідків нових знань для їхніх власних спеціальностей і занепокоєність президента щодо наслідків для національної оборони.
У романі розгортається сценарій холодної війни. На відміну від типових історій про перший контакт, тут немає діалогу між відправниками повідомлення та людством, оскільки отримані радіосигнали подорожували космосом півтора мільйона років.

### Іншопланетне повідомлення
Повідомлення приймається за допомогою великого радіотелескопа, вигаданого масиву Геркулеса, який був побудований на зворотному боці Місяця. Пізніше виявилося, що повідомлення було надіслано за допомогою штучного пульсара, створеного іншопланетною расою. Цей пульсар під назвою Алтея був відомий вченим протягом багатьох років. Вважалося, що це звичайний пульсар, що перебуває у міжгалактичному просторі на відстані від Землі приблизно півтора мільйона світлових років. Однак те, що робило його особливим, так це його майже ідеально регулярний інтервал між спостережуваними імпульсами.
Перший проміжок складається з одного пропущеного імпульсу, другий з двох пропущених імпульсів, а третій розрив складається з чотирьох пропущених імпульсів. Наступні пропуски також складаються з чисел, що представляють ступінь двійки (2, 4, 8, 16, 32, 64, 128, ...). Передача цих чисел триває пару днів, поки пульсар повністю не замовкає.
Одного дня деякі імпульси раптово не з’являються. Гаррі Кармайкл — адміністратор середнього рівня в Центрі космічних польотів Годдарда, який дізнається — тієї самої ночі, коли Джулі, його дружина протягом десяти років, оголосила, що кидає його, — що об’єкт, за яким одна з команд Годдарда спостерігала, як тільки дозволяв час телескопа, рентгенівський пульсар у сузір’ї Геркулеса, став неприродно тьмяним.
Тиша триває кілька тижнів, поки за деякий час пульсар запускається знову, але коли це відбувається, він уже не просто випромінює гарячий шум рентгенівських імпульсів, на який очікував керівник проекту Ед Гамбіні та його колеги: це, безсумнівно, сигнал.
Цей інцидент привертає більше уваги до цього конкретного пульсара, оскільки нещодавно виявлені прогалини демонструють дивовижну картину.
Той, хто послав сигнал, навряд чи чекає на відповідь. Але яке може бути обґрунтування трансляції до Чумацького Шляху рядка коду, який, зрештою, виявляється енциклопедією таємничих і майже неперекладних знань?
Гаррі допомагає зібрати команду експертів — космологів, фізиків, мікробіологів, психіатрів — які прагнуть інтерпретувати масиви даних сигналу та концептуально реконструювати створінь, які надіслали цю інформацію. Малоймовірно, що істоти на такій великій відстані від Землі можуть становити будь-яку загрозу для земної цивілізації, але чи можна те ж саме сказати про знання, які вони надіслали на Землю?
Адже цього разу Геркулес приймає не просто послідовність чисел. Натомість, надсилається дуже великий і складний обсяг двійкових даних.
Вченим вдалося розшифрувати ці дані. І виявилося, що код складається з кількох математичних і фізичних формул і простої графічної інформації. Пізніше знаходять більш складну інформацію, наприклад, частини ДНК відправника, схеми дуже передових технологій, філософські тексти чи вірші.

## Історія публікацій
«Текст Геркулеса» був переписаний Джеком Макдевітом, перш ніж його було повторно опубліковано в 2000 році як частину книги «Hello Out There» з двох романів (ISBN 1-892-06523- 1). Історія зазнала деяких змін, враховуючи кінець холодної війни та деякі технічні розробки, такі як космічний телескоп Габбл та Інтернет.

## Прийом критиків
Відомий автор наукової фантастики Майкл Свонвік написав в огляді творчості Макдевіта: «Перший роман Джека, «Текст Геркулеса», з’явився в 1986 році у відомій НФ серії «Туз науково-фантастичних спеціальних пропозицій» (англ. «Ace Science Fiction Specials»), ставлячи його у величній компанії таких світил, як Вільям Ґібсон, Кім Стенлі Робінсон і Люціус Шепард. Це була гарна книга."